# 西堂雅彦
西堂 雅彦（さいどう まさひこ、1983年8月17日 - ）は、鹿児島県出身の元男子バスケットボール選手である。ポジションはF/C。

## 来歴
鹿児島県・川内高から東海大学に進み、2005年、大学4年生時にキャプテンとして挑んだインカレではチームを優勝に導き、優秀選手賞・デフェンス王を獲得。同期には池田雄一、1年後輩には竹内譲次がいる。
卒業後は、黒田電気を経て、2007年にトヨタ自動車アルバルクに加入。
2011年、地元のレノヴァ鹿児島に移籍。
2013年、現役を引退。地元の津曲学園鹿児島高等学校、普通科の体育教師に就任し、女子バスケ部の顧問を務める。

## 経歴
- 川内高 - 東海大学 - 黒田電気（2006年〜2007年） - トヨタ自動車（2007年〜2011年） - レノヴァ鹿児島（2011年〜2013年）　-　鹿児島高等学校（2013年～普通科体育教師、女子バスケ部顧問）

## 特徴
粘り強い性格で最後まで諦めない。特に北入してからは強い。
持って生まれた身体を生かし迫力あるプレーを見せるが、ひっかけには弱い。